# Eublaberus posticus
Eublaberus posticus är en kackerlacksart som först beskrevs av Wilhelm Ferdinand Erichson 1848.  Eublaberus posticus ingår i släktet Eublaberus och familjen jättekackerlackor. Inga underarter finns listade i Catalogue of Life.